# Lindy Hemming
Lindy Hemming (Carmarthen, 21 agosto 1948) è una costumista britannica.

## Biografia
Di origini gallesi, dopo gli studi alla Royal Academy of Dramatic Art Lindy Hemming ha cominciato a disegnare costumi per il teatro del West End, la Royal Shakespeare Company e il National Theatre. Si affermata sul grande schermo durante gli anni con film di successo come Quattro matrimoni e un funerale e GoldenEye; undici anni più tardi avrebbe curato i costumi anche per un altro film del franchise di 007, Casino Royale.
Tra i numerosi altri film per cui Hemming ha curato i costumi si annoverano Lara Croft: Tomb Raider, Tomb Raider - La culla della vita, Harry Potter e la camera dei segreti, Il cavaliere oscuro, Il cavaliere oscuro - Il ritorno, Paddington, Paddington 2, Wonder Woman 1984 e Topsy-Turvy - Sotto-sopra,  per cui ha vinto l'Oscar ai migliori costumi nel 2000.
Tra i suoi numerosi costumi per il teatro britannico si ricordano quelli creati per The Elephant Man (Hampstead Theatre, 1977), Il ritorno a casa (Garrick Theatre, 1978), Morte di un commesso viaggiatore (National Theatre, 1979), Zio Vanja (Hampsted Theatre, 1979), Misura per misura (National Theatre, 1981), Translations (National Theatre, 1981), Chi ha paura di Virginia Woolf? (National Theatre, 1981), Madre Coraggio e i suoi figli (Barbican, 1984), Sei personaggi in cerca d'autore (National Theatre, 1987), Aspettando Godot (National Theatre, 1987) e Fiori d'acciaio (Lyric Theatre, 1989). Per i suoi costumi per la commedia shakespeariana Tutto è bene quel che finisce bene a Broadway ha ricevuto una candidatura al Tony Award ai migliori costumi nel 1983.

## Filmografia

### Cinema
- Satan's Castle, regia di Jeremy Kay (1975)
- Loose Connections, regia di Stephen Rea (1984)
- Comfort and Joy, regia di Bill Forsyth (1984)
- Il giorno delle oche (Laughterhouse), regia di Richard Eyre (1984)
- Il mistero di Wetherby (Wetherby), regia di David Hare (1985)
- My Beautiful Laundrette - Lavanderia a gettone (My Beautiful Laundrette), regia di Stephen Frears (1985)
- Heavenly Pursuits, regia di Charles Gormley (1986)
- 84 Charing Cross Road, regia di David Hugh Jones (1987)
- Belle speranze (High Hopes), regia di Mike Leigh (1988)
- Queen of Hearts, regia di Jon Amiel (1989)
- The Krays - I corvi (The Krays), regia di Peter Medak (1990)
- Dolce è la vita (Life Is Sweet), regia di Mike Leigh (1990)
- Il mistero di Jo Locke, il sosia e miss Britannia '58 (Hear My Song), regia di Peter Chelsom (1991)
- Tutta colpa del fattorino (Blame It on the Bellboy), regia di Mark Herman (1992)
- Waterland - Memorie d'amore (Waterland), regia di Stephen Gyllenhaal (1992)
- Naked - Nudo (Naked), regia di Mike Leigh (1993)
- Quattro matrimoni e un funerale (Four Weddings and a Funeral), regia di Mike Newell (1994)
- Sister My Sister, regia di Nancy Meckler (1994)
- Il commediante (Funny Bones), regia di Peter Chelsom (1995)
- GoldenEye, regia di Martin Campbell (1995)
- Blood & Wine, regia di Bob Rafelson (1998)
- Il coraggioso (The Brave), regia di Gregory Mcdonald (1997)
- Il mistero del principe Valiant (Prince Valiant), regia di Anthony Hickox (1997)
- Il domani non muore mai (Tomorrow Never Dies), regia di Roger Spottiswoode (1997)
- Little Voice - È nata una stella (Little Voice), regia di Mark Herman (1998)
- Topsy-Turvy - Sotto-sopra (Topsy-Turvy), regia di Mike Leigh (1999)
- The Trench - La trincea (The Trench), regia di William Boyd (2000)
- Il mondo non basta (The World Is Not Enough), regia di Michael Apted (1999)
- The Man Who Cried - L'uomo che pianse (The Man Who Cried), regia di Sally Potter (2000)
- Lara Croft: Tomb Raider, regia di Simon West (2001)
- Harry Potter e la camera dei segreti (Harry Potter and the Chamber of Secrets), regia di Chris Columbus (2002)
- La morte può attendere (Die Another Day), regia di Lee Tamahori (2002)
- Tomb Raider - La culla della vita (Lara Croft: Tomb Raider - The Cradle of Life), regia di Jan de Bont (2003)
- Batman Begins, regia di Christopher Nolan (2005)
- Casino Royale, regia di Martin Campbell (2005)
- Il cavaliere oscuro (The Dark Knight), regia di Christopher Nolan (2008)
- Fuori controllo (Edge of Darkness), regia di Martin Campbell (2010)
- Scontro tra titani (Clash of the Titans), regia di Louis Leterrier (2010)
- Il cavaliere oscuro - Il ritorno (The Dark Knight Rises), regia di Christopher Nolan (2012)
- Paddington, regia di Paul King (2014)
- Wonder Woman, regia di Patty Jenkins (2017)
- Paddington 2, regia di Paul King (2017)
- Wonder Woman 1984, regia di Patty Jenkins (2020)
- Wonka, regia di Paul King (2023)

### Televisione
- Meantime, regia di Mike Leigh – film TV (1983)
- Mitch – serie TV, 2 episodi (1984)
- The Comic Strip Presents – serie TV, 1 episodio (1984)
- Porterhouse Blue – serie TV, 4 episodi (1987)
- Screen One – serie TV, 1 episodio (1992)
- Dancing Queen, regia di Nick Hamm – film TV (1993)
- Screen Two – serie TV, 1 episodio (1994)

## Riconoscimenti
- Premio Oscar
  - 2000 – Migliori costumi per Topsy-Turvy - Sotto-sopra
- Premio BAFTA
  - 1995 – Candidatura per i migliori costumi per Quattro matrimoni e un funerale
  - 2009 – Candidatura per i migliori costumi per Il cavaliere oscuro
- Tony Award
  - 1983 – Candidatura per i migliori costumi per Tutto è bene quel che finisce bene